# Proornis coreae
Proornis coreae — викопний вид примітивних птахів, що існував у ранній крейді (130—125 млн років тому). Скам'янілі рештки птаха знайдені у 1993 році у відкладеннях формації Шіньніджу поблизу міста Сінийджу у Північній Кореї. Голотип складається з черепа, шийних хребців та верхні кінцівки з відбитками пір'я. Спершу дослідники визначили птаха як родича археоптерикса, проте згодом його зблизили з конфуціусорнісом. Назва Proornis coreae означає «Першоптах корейський». Опис птаха не був опублікований у рецензованих наукових виданнях через ізоляцію КНДР, тому вид має статус nomen nudum.